# Episteme negrita
Episteme negrita là một loài bướm đêm trong họ Noctuidae.